# 四国地方の住宅団地の一覧
四国地方の住宅団地の一覧 (しこくちほうのじゅうたくだんちのいちらん）は、四国地方に建設された住宅団地の一覧で、工業団地は日本の工業団地一覧を参照。ニュータウンは、詳しくは日本のニュータウン#四国を参照。

## 香川県

### 公団(現UR)住宅
- 屋島第1団地 (高松市屋島西町）

### 公営団地
- 丸亀市営富士見団地、若竹まちづくり研究所ほか、公営住宅建替え、1995年、
- 県営住宅西春日団地 (高松市西春日町)
- 県営香川団地 (高松市香川町大野
- 県営一宮団地 (高松市寺井町　設計は丹下健三　竣工 1984年）
- まんのう町中山地区住宅団地 (仲多度郡まんのう町
- 帆山ヒマワリ団地 (仲多度郡まんのう町)
- 県営住宅直島団地
- 香川県東坂元県営住宅 (丸亀市飯山町
- 香川県大野香川団地 (高松市香川町
- 県営住宅天神前団地 (高松市亀岡町
- 県営住宅宇多津団地、
- 県営住宅屋島団地、
- 県営住宅牟礼団地、
- 県営住宅屋島西団地、
- 県営住宅植松団地、
- 県営住宅高松元山団地、
- 県営住宅木太川西団地、
- 県営住宅国分寺団地、
- 県営住宅常磐団地、
- 県営住宅丸亀城東団地、
- 県営住宅勅使団地、
- 県営住宅坂出府中団地、
- 県営住宅新宇多津団地、
- 県営住宅丸亀安達団地、
- 県営住宅多度津団地 (高松市元山町、
- 県営住宅十六団地、
- 丸亀市飯山町東小川前場団地
- 県営住宅善通寺団地
- 丸亀市飯山町川原光団地
- 市営富士見団地 (丸亀市
- 市営今津団地 (丸亀市
- 市営旭ヶ丘団地 (丸亀市
- 丸亀市原田団地
- 丸亀市飯山町東坂元三の池団地
- 坂出市人工土地 (香川県坂出市京町 大高正人/大高建築設計事務所 他
- 県営住宅多度津第2団地
- 県営住宅丸亀塩屋団地
- 県営住宅丸亀安達団地
- 多度津町公営住宅栄町団地
- 丸亀市外浜団地
- 丸亀市土器町東の土地土器団地 土器西団地
- 公営住宅九番丁団地
- 公営住宅土居団地
- 公営住宅山北団地
- 公営住宅上分団地
- 富士見坂団地 (丸亀市綾歌町富熊富士見坂
- 寺井町団地公営住宅 (高松市寺井町
- すみれ団地公営住宅 (高松市田村町
- 大町つくし野団地 (高松市牟礼町
- 大野公営住宅 (高松市香川町
- 大野西松ケ内団地 (高松市香川町大野西本町
- 大野ニュー香川団地 (高松市香川町
- 大野雪元北団地 (高松市香川町
- 田村団地 (丸亀市
- 日の出団地 (仲多度郡多度津町
- 白鳥団地 (東かがわ市
- 石橋住宅団地 (観音寺市坂本町
- グリーンヒル塩江団地 (高松市塩江町安原上東.
- 屋島東町ヴィラ壇ノ浦団地 (高松市木太町
- 市営一本松団地  (さぬき市 、 昭和36年
- 市営羽鹿団地  (さぬき市 、 昭和43･46･50･56年
- 市営鵜部団地  (さぬき市 、 昭和60･61･62年
- 市営栄町団地  (さぬき市 、 昭和38年
- 市営横内団地  (さぬき市 、 昭和38・40年
- 市営王子新団地  (さぬき市 、 昭和44･50年
- 市営下屋住宅  (さぬき市 、 昭和47年
- 市営下所住宅  (さぬき市 、 昭和38年
- 市営吉金団地  (さぬき市 、 昭和42年
- 市営吉見(浜)団地  (さぬき市 、 昭和38年
- 市営吉見団地  (さぬき市 、 昭和34年
- 市営旧王子団地  (さぬき市 、 昭和37･38年
- 市営琴林団地  (さぬき市 、 平成2・3年
- 市営琴林東団地  (さぬき市 、 昭和31年
- 市営山王団地  (さぬき市 、 平成12・14年
- 市営山王団地（C棟）  (さぬき市 、 平成13年
- 市営山崎団地  (さぬき市 、 昭和42年
- 市営女体団地  (さぬき市 、 昭和46･48･51年
- 市営小岩団地  (さぬき市 、 昭和31･34年
- 市営昭南団地  (さぬき市 、 平成5年
- 市営神前団地  (さぬき市 、 昭和62･63年、平成元･2年
- 市営仁兵谷団地  (さぬき市 、 昭和56･57年
- 市営正面団地  (さぬき市 、 昭和28･29･31年
- 市営西井手住宅  (さぬき市 、 昭和43･44年
- 市営西山団地  (さぬき市 、 昭和35年
- 市営西内間住宅  (さぬき市 、 昭和39･40年
- 市営千代町団地  (さぬき市 、 昭和52年
- 市営大井団地  (さぬき市 、 平成12年
- 市営大井団地  (さぬき市 、 平成7･8･9･10年
- 市営長尾Ａ団地（Ａ～Ｄ棟）  (さぬき市 、 平成3･5･6･7年
- 市営津村団地  (さぬき市 、 昭和35･36年
- 市営天王団地  (さぬき市 、 平成5年
- 市営天神下団地  (さぬき市 、 昭和41年
- 市営天神団地  (さぬき市 、 昭和45･46･47･48年
- 市営天神団地（Ａ棟）  (さぬき市 、 平成14年
- 市営田辺新団地  (さぬき市 、 昭和46年
- 市営田辺団地  (さぬき市 、 昭和38･41･42年
- 市営筒野団地  (さぬき市 、 平成元･2･3年
- 市営日浦団地  (さぬき市 、 昭和47年
- 市営北原(水源地)団地  (さぬき市 、 昭和30年
- 市営北原(中)団地  (さぬき市 、 昭和31年
- 市営北原(浜)団地  (さぬき市 、 昭和36年
- 市営薬師堂団地  (さぬき市 、 昭和31年
- 市営脇元団地  (さぬき市 、 昭和38･41年

#### 香川県住宅供給公社
- 丸亀垂水・丸亀垂水南団地

## 徳島県

### 徳島県住宅供給公社
- フォレストタウン徳島・大谷
- パストラルゆたか野（ウッドブレスゆたか野併設）
- 上浦団地

### 公営その他
- 公営住宅蜂の巣団地
- 竜王団地、徳島市国府町から名西郡石井町にまたがる
- リューネの森、徳島県鳴門市大麻町
- 県営住宅春日野団地
- 県営住宅羽ノ浦春日野団地
- 県営住宅新浜団地
- 市営住宅名東3丁目団地 (徳島市
- 町営住宅中島団地.(阿南市
- 徳島県王子製紙富岡工場社宅 (阿南市
- 日本電工汐谷山アパート (阿南市
- 徳島県羽ノ浦春日野団地 (阿南市
- あすみが丘 (阿南市
- 徳島県町営住宅中島団地 (阿南市
- 県営住宅鴨島呉郷団地 (吉野川市
- 上浦団地 (吉野川市
- 県営住宅鴨島呉郷建替団地 (吉野川市
- 大坪団地 (徳島市
- 県営住宅地蔵橋団地 (徳島市
- 徳島市営住宅中島田団地 (徳島市
- 乾開団地 (徳島市
- 県営名東町団地 (徳島市
- 県営住宅中島田団地 (徳島市
- コスモグランディ大松 (徳島市
- 丈六団地 (徳島市
- 県営西新浜団地 (徳島市
- 徳島市営北島田改良住宅 (徳島市
- 竜王団地 (徳島市
- 雑賀団地 (徳島市
- 市営住宅名東３丁目団地 (徳島市
- 大神子団地 (徳島市
- 徳島県営津田団地 (徳島市
- 愛媛県竹須賀団地 (徳島市
- 西新浜団地 (徳島市
- 三軒屋団地 (徳島市
- 笹木野団地 (板野郡松茂町
- 松茂団地 (板野郡松茂町
- 松茂第2団地 (板野郡松茂町
- 板野団地 (板野郡板野町
- 県営住宅北島団地 (板野郡北島町
- 藍住町中富団地 (板野郡藍住町
- あいずみ若葉台 (板野郡藍住町
- 県営住宅藍住幸島団地 (板野郡藍住町
- 公営住宅北庄団地 (美馬市
- 徳島県石井浦庄団地 (名西郡石井町
- 矢倉団地 (鳴門市
- 撫養宿舎 (鳴門市
- 鳴門団地 (鳴門市

## 愛媛県

### 公営団地その他
- 県営住宅牛渕団地 (東温市牛渕
- 県営住宅三町団地 (松山市三町２丁目８
- 県営住宅中須賀団地 (松山市中須賀
- 県営住宅久米団地 (松山市北久米町
- 県営住宅今治団地 (今治市東門町６丁目
- 県営住宅今治東団地 (今治市東鳥生町４丁目
- 県営住宅今治西団地 (今治市湊町１丁目
- 県営住宅伊予団地 (伊予市尾崎字宮下
- 県営住宅伊予第２団地 (伊予市尾崎字宮下
- 県営住宅伊吹北団地 (宇和島市伊吹町
- 県営住宅伊吹団地 (宇和島市伊吹町
- 県営住宅吟松団地 (松山市畑寺１丁目
- 県営住宅和泉団地 (松山市和泉８９
- 県営住宅唐子団地 (今治市唐子台西３丁目
- 県営住宅多喜浜団地 (新居浜市阿島甲
- 県営住宅多喜浜第２団地 (新居浜市阿島甲
- 県営住宅大洲東団地 (大洲市東大洲
- 県営住宅天神梅本団地 (松山市南梅本町甲、北野田
- 県営住宅宮の下団地 (宇和島市別当３丁目
- 県営住宅宮の下第３団地 (宇和島市別当
- 県営住宅川之江団地 (四国中央市川之江町
- 県営住宅御陣家南団地 (西条市丹原町大字池田
- 県営住宅新居浜南団地 (新居浜市庄内町
- 県営住宅新居浜東団地 (新居浜市庄内町
- 県営住宅新屋敷団地 (西条市新屋敷
- 県営住宅新川団地 (伊予市下吾川
- 県営住宅明倫団地 (宇和島市和霊東町
- 県営住宅朝美団地 (松山市朝日ヶ丘２丁目
- 県営住宅東予団地 (西条市国安
- 県営住宅松木団地 (今治市松木６－３
- 県営住宅松柏団地 (八幡浜市松柏丙３１２
- 県営住宅松翠団地 (松山市高砂町３丁目
- 県営住宅松風団地 (松山市高砂町３丁目
- 県営住宅桜井団地 (今治市桜井団地５丁目
- 県営住宅梅津寺団地 (松山市新浜町甲
- 県営住宅森松団地 (松山市森松町
- 県営住宅溝辺団地 (松山市溝辺町、東野町
- 県営住宅潮見団地 (松山市吉藤４丁目
- 県営住宅白浜団地 (八幡浜市向灘
- 県営住宅石井団地 (松山市東石井四丁目
- 県営住宅砥部団地 (伊予郡砥部町高尾田
- 県営住宅磯浦団地 (新居浜市磯浦町
- 県営住宅神山団地 (八幡浜市国木甲
- 県営住宅美須賀団地 (今治市大正町５丁目
- 県営住宅西条東団地 (西条市新田字北新田
- 県営住宅西石井団地 (松山市西石井３丁目
- 県営住宅近見西団地 (今治市近見町４丁目
- 県営住宅鹿峰団地 (松山市久保
- 桜井団地  (今治市
- 清水団地  (今治市
- 来島ドック社宅大西団地  (今治市
- 高岡団地  (松山市
- 住友共同電力社宅王子アパート  (新居浜市

## 高知県

### 公団(現UR)住宅
- 桟橋通団地 (高知市桟橋通一丁目）

#### 高知県住宅供給公社
- 十市パークタウン（十市浜地）
- 特定優良賃貸住宅香北団地
- 植田団地

### 公営団地
- 大方町公営住宅錦野団地
- 池川町公営住宅
- 安芸市内原野住宅団地
- 県営住宅中野団地(高知市介良）
- 県営住宅鏡水団地（高知市上町四丁目）
- 県営住宅大津団地（高知市大津）
- 県営住宅若草町団地（高知市若草町）
- 県営住宅若草南団地（高知市若草南町）
- 県営住宅介良団地（高知市介良）
- 県営住宅船岡団地（高知市神田）
- 県営住宅小高坂三の丸団地（高知市平和町）
- 県営住宅宇治団地（吾川郡いの町枝川）
- 県営住宅長浜馬場の西団地（高知市長浜）
- 県営住宅柳ノ内団地（室戸市室津）
- 県営住宅行当団地（室戸市元）
- 県営住宅土佐山田団地（香美市土佐山田町）
- 県営住宅鏡川団地（高知市鴨部一丁目）
- 県営住宅潮江団地（高知市小石木町）
- 県営住宅船岡南団地（高知市神田）
- 県営住宅桜ケ丘団地（安芸市桜ケ丘町）
- 県営住宅沖田団地（高知市朝倉）
- 県営住宅別所山団地（香南市赤岡町）
- 県営住宅日高団地（高岡郡日高村下分）
- 県営住宅元団地（室戸市元）
- 県営住宅十津南団地（高知市十津五丁目）
- 県営住宅春野団地（高知市春野町内ノ谷））
- 県営住宅天神南団地（安芸郡奈半利町）
- 県営住宅鏡野団地（香美市土佐山田町神母ノ木）
- 県営住宅窪川団地（高岡郡四万十町金上野）
- 県営住宅奈半利団地（安芸郡奈半利町
- 県営住宅佐喜浜団地（室戸市佐喜浜町
- 県営住宅蒲原団地（南国市岡豊町蒲原
- 県営住宅赤岡団地（香南市赤岡町
- 県営住宅安芸東団地（安芸市川北
- 県営住宅野根団地（安芸郡東洋町
- 県営住宅横浜団地（高知市横浜新町二丁目
- 県営住宅田野団地（安芸郡田野町
- 県営住宅南国団地（南国市小籠二丁目
- 県営住宅中村団地（四万十市中村丸の内
- 県営住宅桜川団地（須崎市押岡
- 県営住宅吉川団地（香南市吉川町吉原
- 県営住宅土佐団地（土佐市蓮池
- 県営住宅清水団地（土佐清水市幸町
- 県営住宅赤岡東団地（香南市赤岡町
- 県営住宅十市団地（南国市緑ケ丘一丁目
- 県営住宅佐川団地（高岡郡佐川町
- 県営住宅日高東団地（高岡郡日高村下分
- 県営住宅宿毛団地（宿毛市平田町
- 県営住宅宝永団地（安芸市宝永町
- 県営住宅中村北団地（四万十市安並
- 県営住宅鴨部団地（高知市鴨部二丁目
- 県営住宅奈半利東団地（安芸郡奈半利町
- 県営住宅佐賀団地（幡多郡黒潮町佐賀
- 県営住宅本山団地（長岡郡本山町本山
- 県営住宅横浜第二団地（高知市横浜新町一丁目
- 県営住宅田野西団地（安芸郡田野町
- 県営住宅土佐南団地（土佐市蓮池
- 県営住宅吉川西団地（香南市吉川町吉原
- 県営住宅羽根団地（室戸市羽根町
- 県営住宅野根第二団地（安芸郡東洋町野根
- 県営住宅大方団地（幡多郡黒潮町入野
- 県営住宅菜生団地（室戸市室戸岬町
- 県営住宅竹島団地（高知市南竹島町
- 県営住宅朝倉団地（高知市朝倉本町一丁目
- 県営住宅羽根第二団地（室戸市羽根町
- 県営住宅八反町団地（高知市八反町二丁目